# 海軍兵学校 (日本)

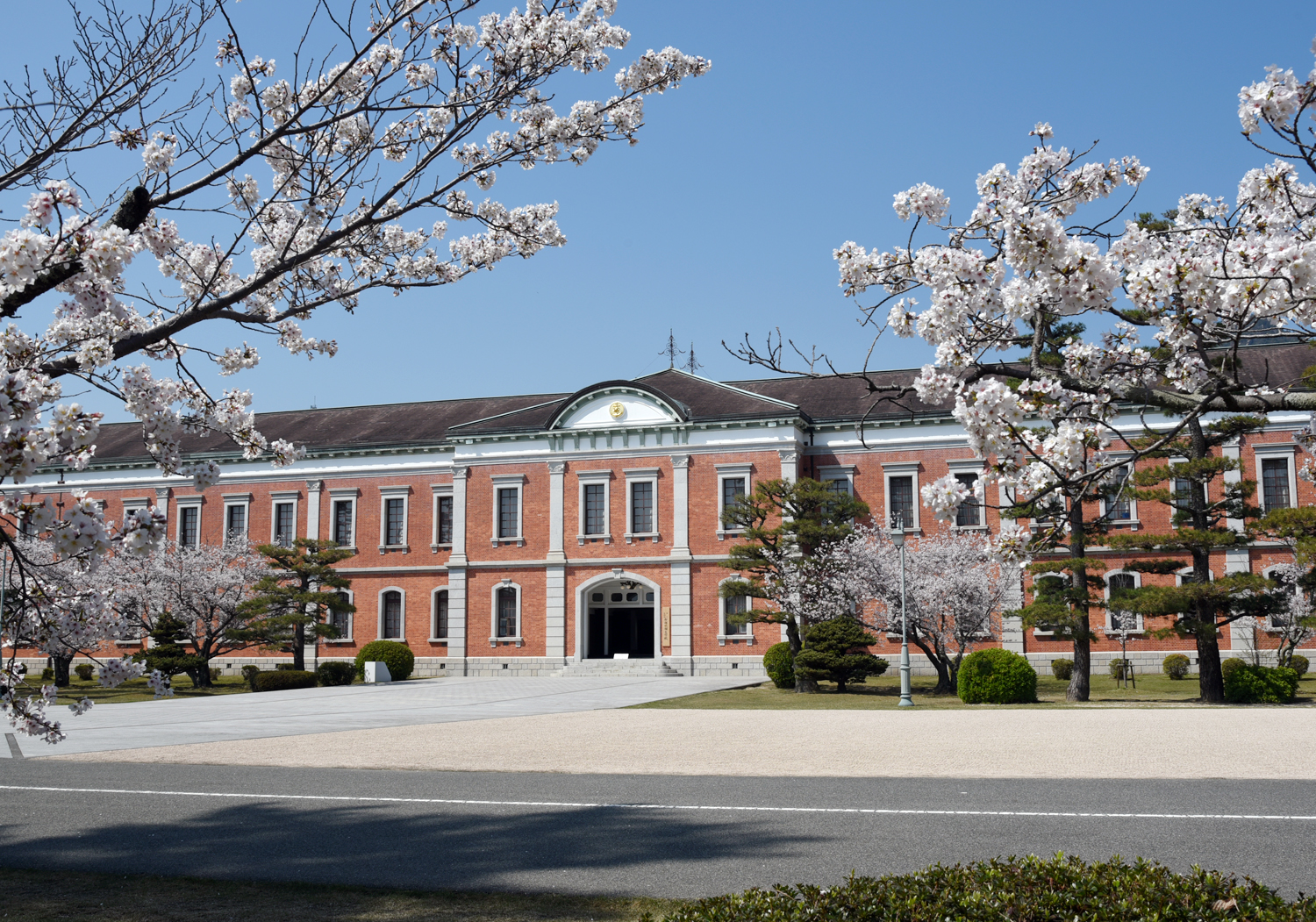
海軍兵学校生徒館
（現在の海上自衛隊幹部候補生学校）

海軍兵学校（かいぐんへいがっこう、旧字体：海󠄀軍兵學校󠄁、英語: Imperial Japanese Naval Academy）は、1876年（明治9年）から1945年（昭和20年）の第二次世界大戦終戦まで存続した、大日本帝国海軍の将校たる士官の養成を目的とした教育機関である。通称・略称として海兵と呼ばれる事例もある。

## 総説

### 概要

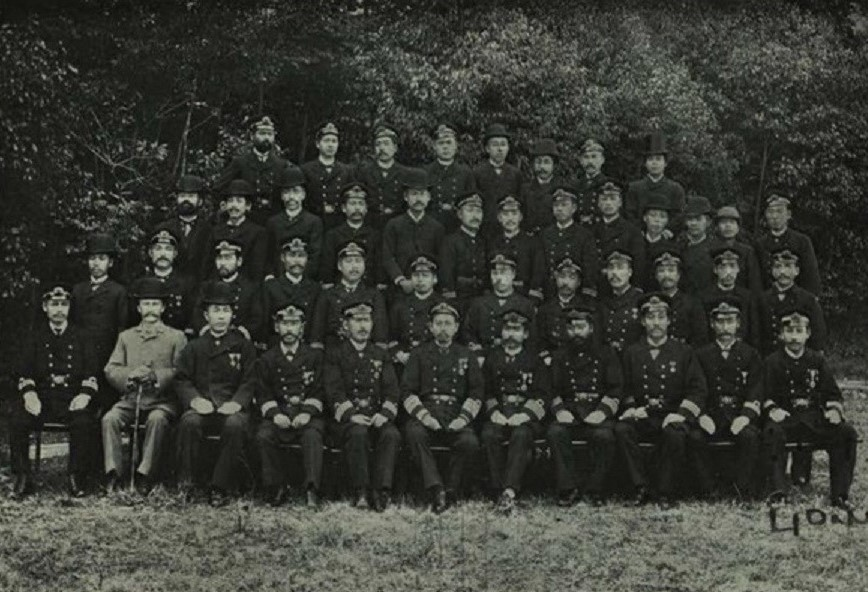
江田島海軍兵学校講師たち

戦前、江田島（現在の広島県江田島市）といえば、海軍兵学校を意味した（現在は、海上自衛隊幹部候補生学校を指す）。
江田島が海軍兵学校の所在地に選定された理由は、
1. 軍艦の錨泊が出来る入江があること。
2. 文明と隔絶し、いわゆる娑婆の空気に汚されずに教育に専念できる環境を持つこと。
3. 気候が温暖で、安定していること。

この3点を備えていたためである。
海軍兵学校は、海軍機関学校、海軍経理学校とともに海軍三校と呼ばれた。イギリスの王立海軍兵学校、アメリカの合衆国海軍兵学校とともに、世界三大兵学校の一つに数えられたとの意見もある。全78期 から、総計1万2433名の卒業生を出している。
江田島に通った軍人は、寝食を共にした海軍兵学校の同期生（クラスと呼ばれた）を何よりも大切にした。日本海軍にいる限り、どうしても出世に差が生じ、クラスでも上官と部下の上下関係になることもあったが、職務を離れれば「貴様と俺」で話が通じる対等の立場であるという不文律があった。クラス同士の会合は準公務として扱われた。また、同級生が戦死した場合は、残された家族を生き残った同級生が可能な限り面倒を見るという暗黙の了解が存在していた。こうしたことは美風として語られ、戦後に至るまで海軍兵学校出身者の絆は強かった。
戦後の学制改革に伴い、学歴としての「海軍兵学校卒業」は、その他の「海軍生徒学校卒業」および「陸軍生徒学校卒業」とともに、国・地方自治体・民間企業等における学歴免許等資格区分では短期大学卒と同等と扱われるようになった。

### 批判
行過ぎたエリート意識、貴族趣味、排他性が機関科将校、特務士官や、大東亜戦争（太平洋戦争）中の学徒出身の予備士官に対する差別、下士官兵への露骨な差別に繋がったとの批判もある。

### 沿革

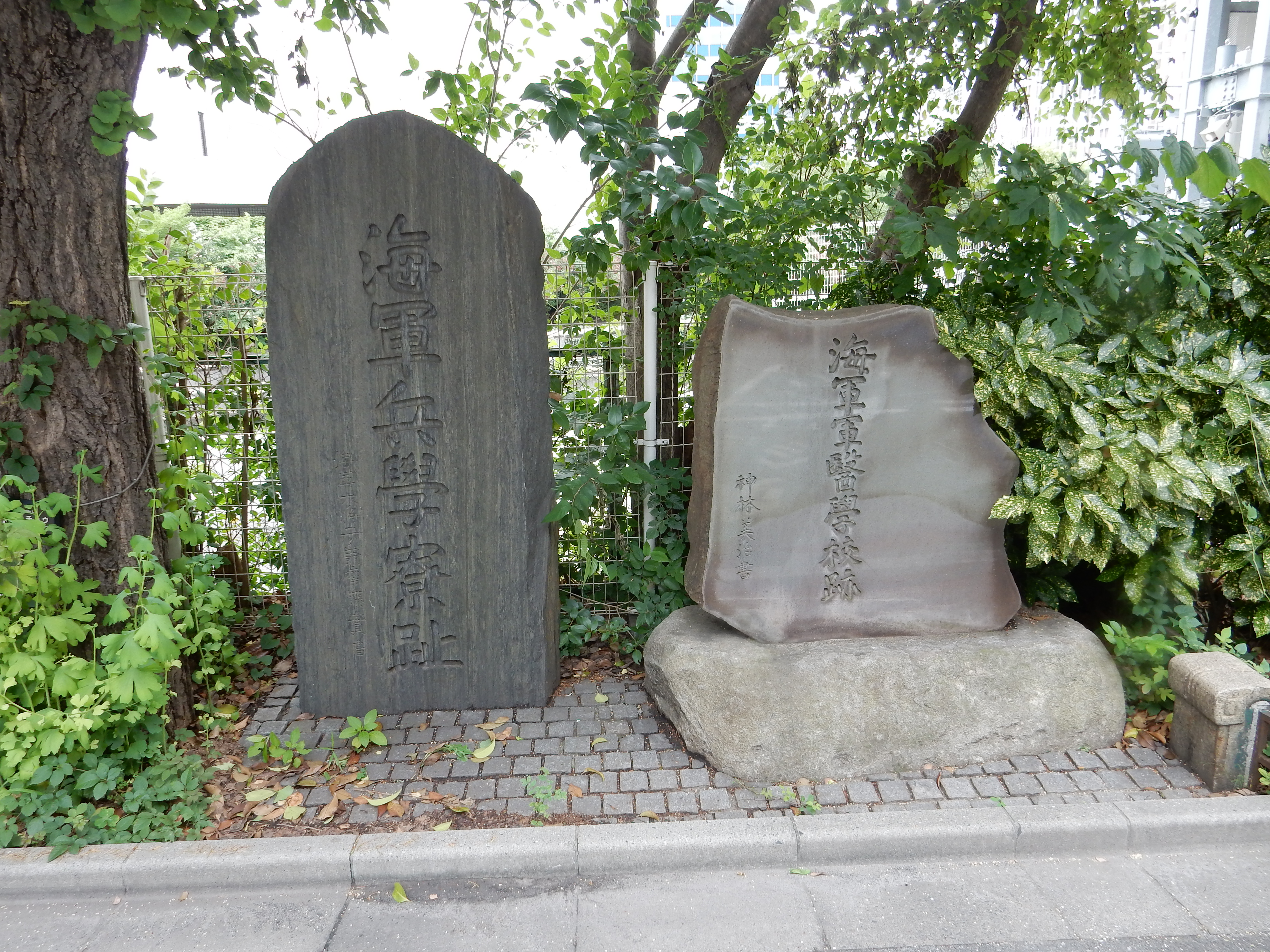
海軍兵学寮の碑（左）及び海軍軍医学校の碑（右）　国立がん研究センター築地キャンパス構内　兵学寮の碑の揮毫者は齋藤實

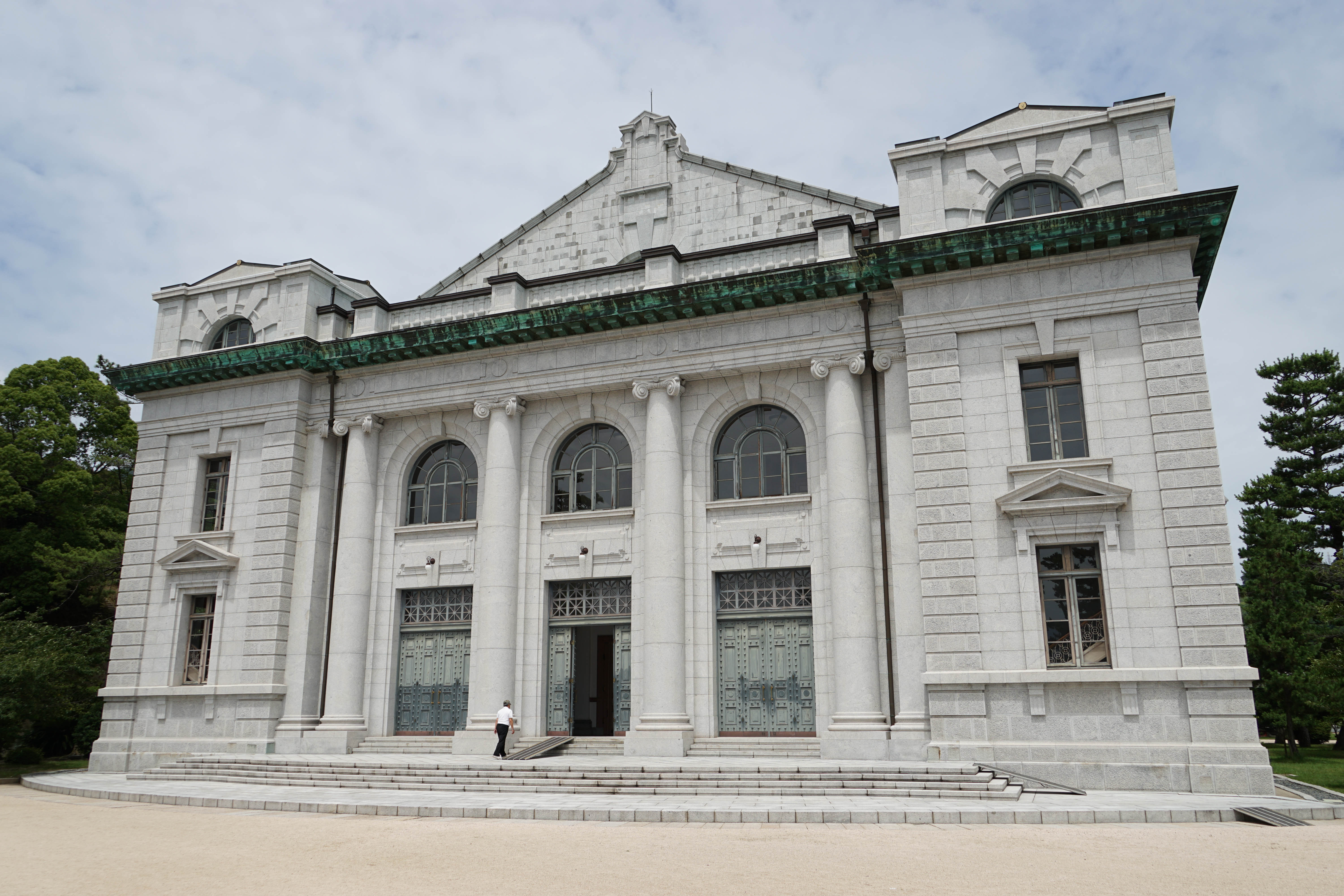
大講堂（2010年代に撮影）

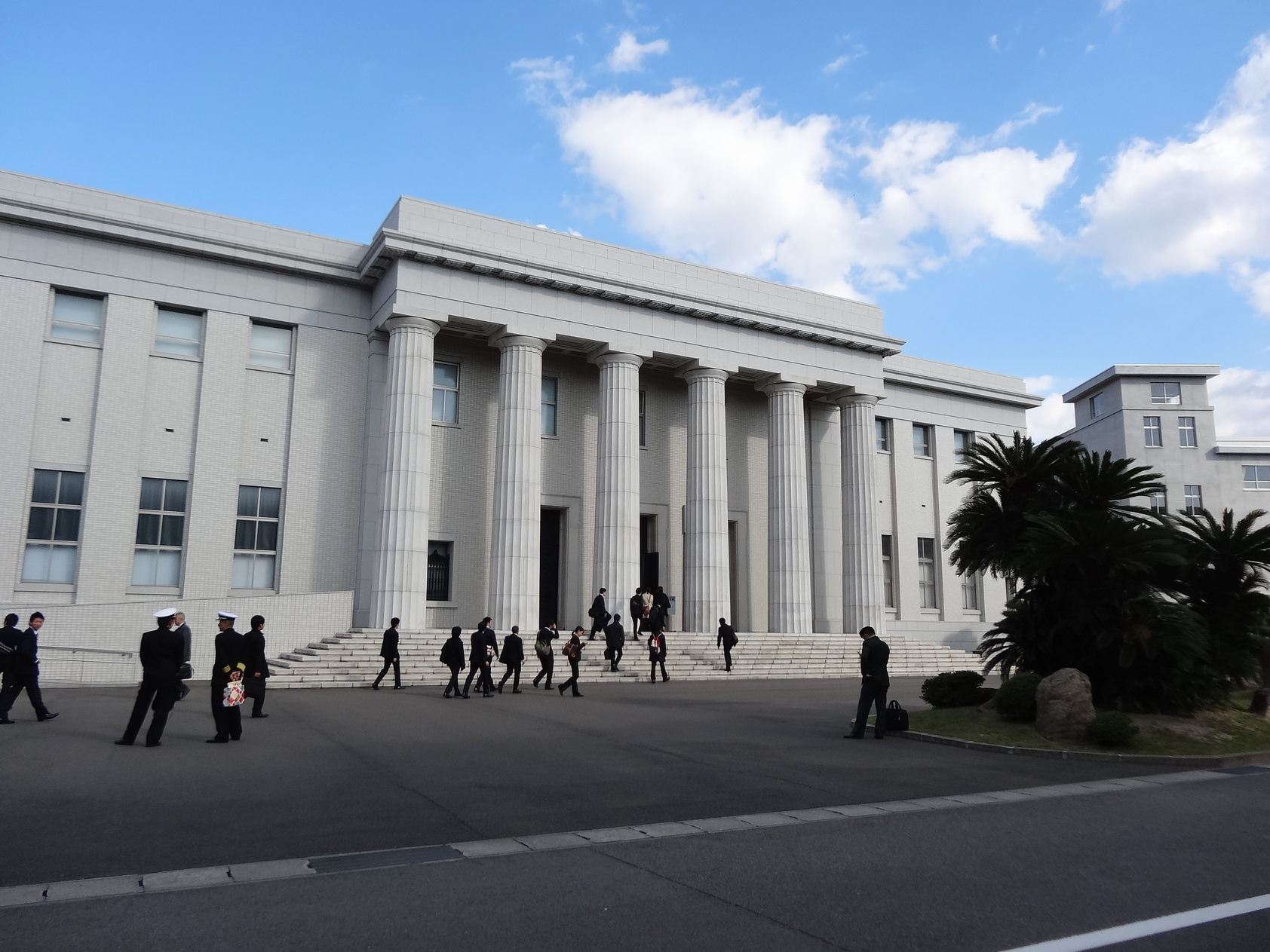
教育参考館（2010年代に撮影）

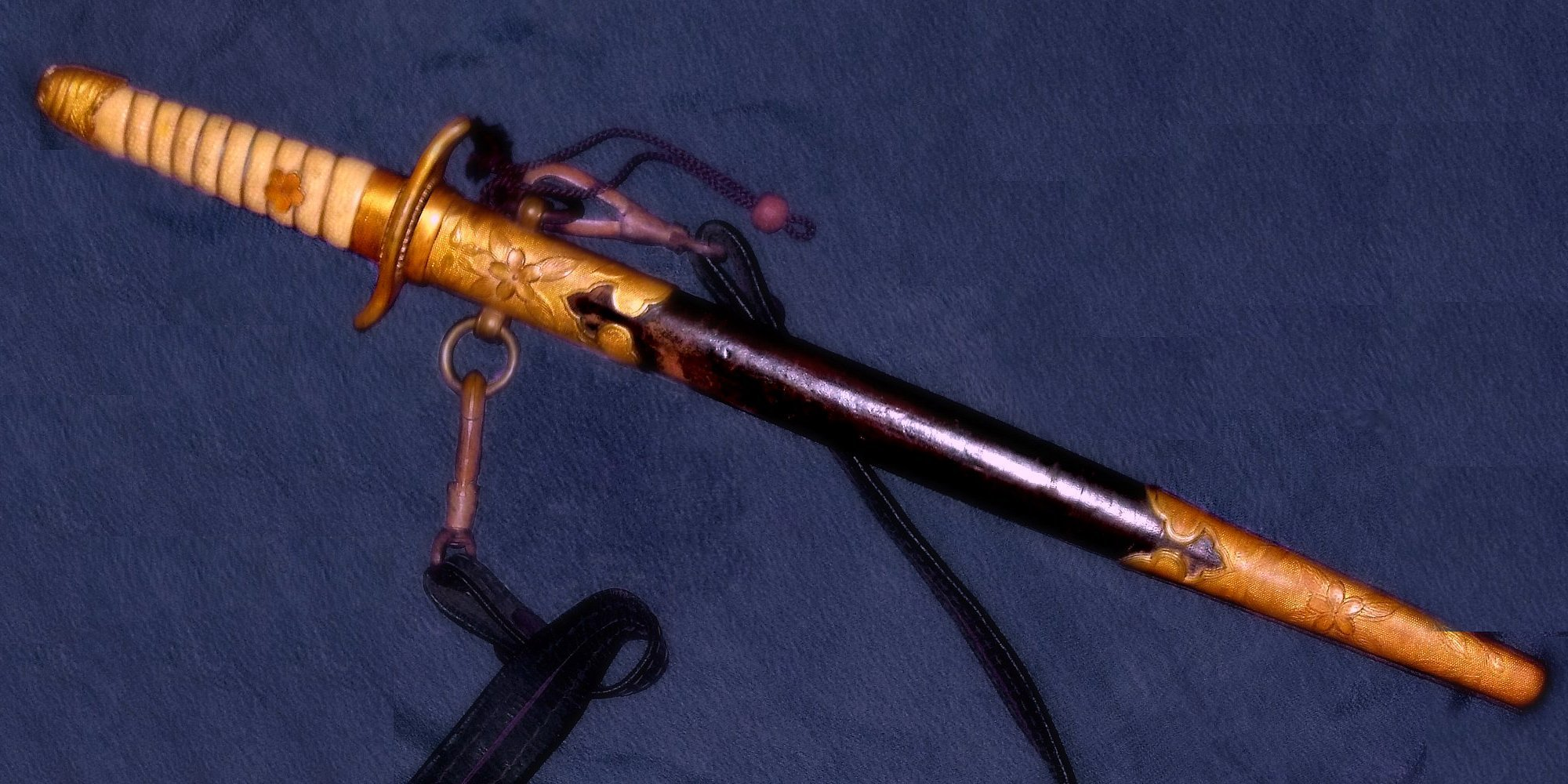
海軍士官 短剣

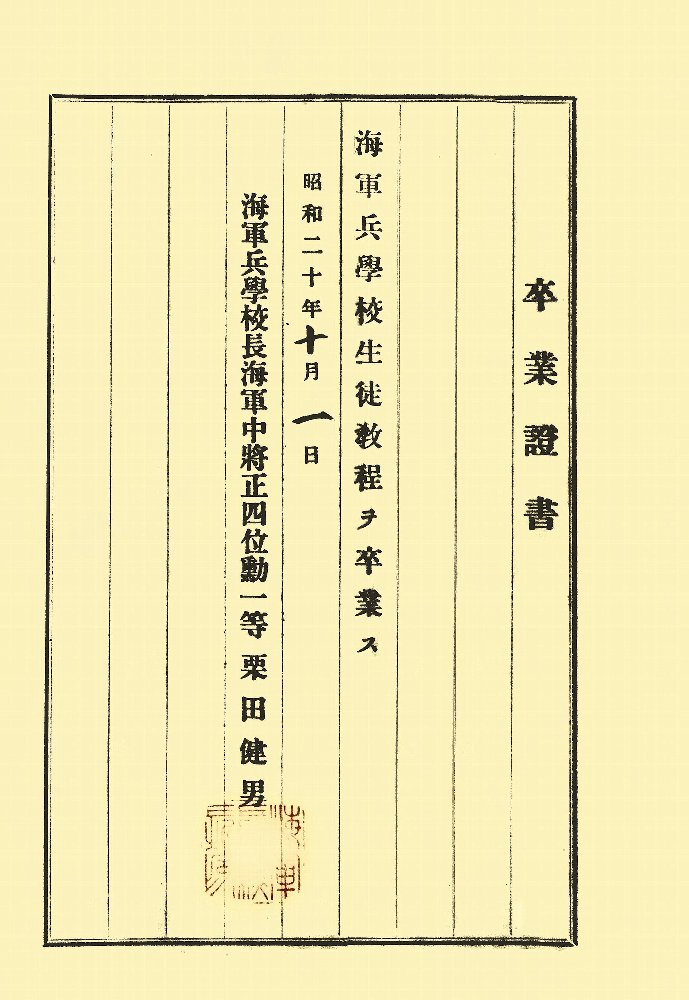
海軍兵學校の卒業證書

1869年10月22日（明治2年9月18日）、前身の海軍操練所が東京・築地の元芸州蔵屋敷内に創立開設された。1870年12月25日（明治3年11月4日）、海軍兵学寮と改称し、1876年（明治9年）、改称されて海軍兵学校が開校。築地時代に明治天皇が皇居から海軍兵学校まで行幸した道が、現在のみゆき通りである。
1888年（明治21年）に呉市の呉鎮守府に近接した広島県の安芸郡江田島町（現在の江田島市）に移転した。「本校舎の赤煉瓦は一つ一つ紙に包まれ軍艦でイギリスから運ばれた」と伝えられている。
1905年（明治38年）6月2日、芸予地震が発生。江田島の海軍兵学校の煉瓦製構造物に大きな被害が出たが、前月5月に日本海海戦が行われるなど日露戦争が総力戦を迎えていた時期で、艦船も人員も出払っていたこともあり人的被害は生じなかった。
海軍機関学校は関東大震災で校舎が全焼したため、一時期江田島の海軍兵学校の校舎を借りて教育が行われた。海軍兵学校の52期から55期まで、海軍機関学校の33期から36期までの生徒が同じ地で教育を受けて関係を深めた。
1939年（昭和14年）より、採用生徒数（71期）は1936年（昭和11年）の採用生徒数（300人）と比較して倍増（600人）した。これは1937年（昭和12年）の第3次軍備拡張計画により、大型戦艦の建造、航空隊が倍増されるための要員確保のためであり、1941年（昭和16年）には採用生徒数（73期）は900人となり、その後の採用生徒数は拡大の一途を辿った。
1943年（昭和18年）11月15日には岩国分校が、1944年（昭和19年）10月1日には大原、舞鶴分校、1945年（昭和20年）3月1日には針尾分校がそれぞれ開校した。
このうちの舞鶴分校は、制度改正により海軍機関学校が兵学校に統合され、「海軍兵学校舞鶴分校」に改称したものである。ただし、舞鶴分校の教育内容は「当面の間は機関学校と同じ」とされ、敗戦時までそのままであった。
針尾分校は1945年（昭和20年）7月に防府の通信学校に疎開して閉校となった。1945年（昭和20年）12月1日までに全校が廃校となり、消滅した。
江田島の兵学校跡は、1956年（昭和31年）以降、海上自衛隊の第1術科学校および幹部候補生学校になっており、明治時代の赤煉瓦の校舎や、大講堂、教育参考館などが残されている。

### 生徒の採用
以下の事柄は時代によって多少の相違があるが、必要受験資格は、まず男子であること（大日本帝国においては、女性が軍務に就くという概念自体がなかったため）と受験年齢は16歳から19歳の年齢制限があり、身体条件を満たす者、中学校第四学年修了程度の学力、独身者、犯罪歴の無い者とされた。
銓衡にあたり、最初に身体検査、運動機能検査で学術試験受験者が決定され、学術試験は5日間連続で行われた。
学術試験は数学に始まり、英語（和訳）と歴史、物理、化学と国語（漢文も含む）、英語（英作文、文法）と地理の順に行われ、それぞれの学術試験の採点結果は当日に発表され、所定の合格点数に達した者のみが次の学術試験を受験できる篩い落とし選考であった。
その後、面接試験を経て最終合格者が決定された。志願者の増加と共に内申書による事前選考が行われるようになった。日本海軍の人事政策では兵学校出身者は特別の事情がない限り、大佐まで昇進させる方針を採っており、採用生徒数は海軍の軍備政策と密接な関係にあった。
海軍兵学校設立の明治時代から、この海軍兵学校に入学するための予備校的な学校が、全国に存在していた。主な予備校的な学校には、明治初期から、東京の攻玉社があり、明治中期以降になると、東京の海軍予備校、神奈川の湘南中、横須賀中、逗子開成中、兵庫の鳳鳴義塾、広島の修道中、山口の鴻城中、高知の海南学校、佐賀の三養基中などが知られるようになった。その後、大正時代頃になってくると、先駆的な私立の予備校的学校の進学実績は減少していった。なお、これらの予備校的な学校は、戦後の学制改革により制度が変更され、海上自衛隊との関連はなくなった。
また、第65期（昭和9年4月入学）から第69期（昭和13年4月入学）の入学試験倍率は20倍を超えていた。この期は、東京府立ナンバースクールに、湘南中、横須賀中、横浜一中などの他、仙台一中、麻布中、神戸一中、広島一中、呉一中、済々黌、佐賀中、鹿児島一中に、外地の朝鮮・竜山中、台湾・台北一中なども含めた全国の数多ある中学が上位合格者数を競いあっていた。

#### 海軍主計学生、海軍軍医（薬剤／造船／造機／造兵）学生
海軍兵学校・海軍機関学校は、それぞれ海軍兵科将校・海軍機関科将校になるために通らねばならない学校であった。

##### 海軍主計学生
現役海軍主計科士官を志望する者に対しては、時代によって、
1. 海軍兵科将校・海軍機関科将校を志望する者と同様に、海軍経理学校生徒に採用される道
2. 後述する海軍軍医（薬剤／造船／造機／造兵）学生[注釈 7]と同様に、大学法学部／経済学部／商学部、または高等商業学校（旧制）在学中に海軍主計学生に採用される道（根拠法令：大正13年〈1924年〉勅令247号「海軍軍医学生、薬剤学生、主計学生、造船学生、造機学生、造兵学生令」[12]）

のいずれかがあった。
1909年（明治42年）以降は、（1）の「海軍経理学校生徒に採用される道」が原則となったが、（2）の「大学などに在学中に海軍主計学生に採用される道」も継続しており、若干名が採用され続けた。

##### 海軍軍医（薬剤／造船／造機／造兵）学生
海軍軍医科士官、海軍薬剤科士官、海軍造船科／造機科／造兵科士官（昭和17年以降は海軍技術科士官に統合）については、海軍兵学校・海軍機関学校・海軍経理学校に相当する、海軍が独自に各科士官を養成する学校は設置されず、
- 軍医科：大学医学部／医学専門学校の卒業者
- 薬剤科：大学医学部薬学科／医学専門学校薬学科／薬学専門学校の卒業者
- 造船科／造機科／造兵科（昭和17年以降は技術科に統合）：大学理学部／工学部の卒業者

を、各科士官に任用した（根拠法令：大正13年〈1924年〉勅令247号「海軍軍医学生、薬剤学生、主計学生、造船学生、造機学生、造兵学生令」）。
現役海軍軍医科（薬剤科／造船科／造機科／造兵科）士官を志望する者は、大学などに入学後に海軍軍医（薬剤／造船／造機／造兵）学生採用試験を受験して合格する必要があった。海軍軍医（薬剤／造船／造機／造兵）学生に採用されれば、大学などに在籍しながら海軍に籍を置き、士官に准ずる手当（昭和10年 中尉任官者は月額45円）の支給があり、卒業後は直ちに高等官たる軍医科（薬剤科／造船科／造機科／造兵科）士官に任官した（大学〈旧制〉卒業者は中尉任官、専門学校〈旧制〉卒業者は少尉任官）。
海軍軍医（薬剤／造船／造機／造兵）学生は、海軍兵学校生徒より運動系の科目の内容は緩和されていた。また、一般の大学生と違い陸軍の軍事教練の単位を取る必要も無く、この面でも優遇されていた。

### 生徒の教育
教育期間は始め3年制、1927年（昭和2年）より3年8か月、1932年（昭和7年）から4年制となったが、中国における事変拡大の影響を受け、1934年（昭和9年）入校の66期が3年9か月に短縮された後、戦線の激化に伴い1935年（昭和10年）入校の67期（3年3か月）、1936年（昭和11年）入校の68期（3年4か月）、1937年（昭和12年）以降の69期 - 71期（3年）、1940年（昭和15年）入校の72期（2年10か月）、1941年（昭和16年）入校の73期（2年4か月）と教育期間が短縮されていった。兵学校においては、最上級生を1号、以下2号、3号、4号と称した。
英国式の術科重視の教育が行われ、卒業後は少尉候補生として練習艦隊に配属され、遠洋航海など実地訓練や術科講習を経て任官した。当初は兵学校生徒のままで参加したが、1897年（明治30年）より、24期生が少尉候補生として航海を行った。この練習航海も太平洋戦争の開戦により、1941年（昭和16年）の69期生の航海を最後に終了した。
兵学校では、第二次世界大戦中も英語教育が継続された。生徒募集について競合関係にある陸軍士官学校が英語教育を廃止し採用試験項目から除外すると、兵学校を所轄する海軍省教育局から、兵学校に「兵学校も、陸軍士官学校同様に、英語を採用試験項目から除外するべきではないか」と非公式に打診してきた。しかし、井上成美校長は、「一体何処の国の海軍に、自国語しか話せないような海軍士官がいるか」、「いやしくも世界を相手にする海軍士官が英語を知らぬで良いということはあり得ない。英語が今日世界の公用語として使われているのは好む好まないに拘らず明らかな事実であり、事実は素直に事実と認めなければならぬ。外国語のひとつも習得しようという意気のない者は、海軍の方から彼らを必要としない。私が校長である限り英語の廃止などということは絶対に認めない」と却下し、英語教育継続に伴って起きた校長排斥運動に関しても、「これらの運動に従事する人物の主張するところ、概ね浅学非才にして島国根性を脱せず」と断じ、兵学校の英語教育は従来通り行った。海軍兵学校内では、従来通り外来語の使用も容認していた。このことは、戦後、大学に入学し直すなどして再出発することになった卒業生達から相当感謝されている。第二次世界大戦中、国内の諸学校で英語教育が敵性語であるという理由で廃止縮小されるなか、井上成美校長の強い信念で従前通り英語教育が継続され、徹底した教養教育もなされた。このことが礎になって、坂元正一東京大学名誉教授（皇族の産婦人科担当医を長年務める）や、建築家池田武邦（日本の高層建築のパイオニア）、板橋興宗曹洞宗管長など、戦後、各界でリーダーとして活躍していた卒業生、元生徒も多い。

#### 五省
海軍兵学校の教えとして有名な「五省（ごせい）」は、1932年（昭和7年）、松下元校長が考案したもので、兵学校の精神を代表するものとして名高い。諸外国の軍人をも感動させたといい、戦後、英訳されて米国のアナポリス海軍兵学校でも採用された。現在の海上自衛隊にも継承されている。

### 生徒の待遇
兵学校生徒には、海軍一等兵曹（昭和17年以降は海軍上等兵曹）と海軍兵曹長の中間ともいえる階級を与えられていた。夏の帰省時には、純白の第二種軍装が一際映え、郷里の誇りとして町を挙げての歓迎会が開かれたほど人気があった。
ただし、兵学校を卒業して海軍少尉候補生を命じられ、練習艦隊に配属されると、約1年半後（1936年4月1日付で少尉任官した兵62期まで、その後は短縮） に海軍少尉に任官するまで、「士官、下士官、兵、牛馬、候補生」と称されるほど多忙な生活を送り、艦内での食事や居住も兵学校時代よりランクが下げられた。
海軍兵科将校は、兵学校卒業席次を基礎とする同期生間の先任順位（ハンモックナンバー）の順に進級した。

### 選修学生
1920年（大正9年）から1942年（昭和17年）の間、兵学校の教育は、上記の将校生徒と選修学生（第23期まで存在する）の二本立てであった。
選修学生制度とは、優秀な准士官（海軍兵曹長）および海軍一等兵曹の中から選抜して、生徒教育に準じた教育を行う課程であった。この制度は、海機、海経にも設置されていた。ただ、この課程を卒業したとしても、特務士官という立場に変わりはなかった。
なお、陸軍士官学校も士官候補生と少尉候補者（乙種学生）の二本立てであった。

### 職員
職員として、校長、副校長、副官、教頭、教官、監事長、監事、分隊長、軍医長、主計長、附など置かれた（時代により違いがある。）。このうち、教官は、教頭の命を承け学術教育を担任した。監事は監事長の命を承け訓育を担任した。ちなみに、兵学校の文官教師は東大出身者の上位3番まで、京大は2番まで、広島高等師範学校は首席のみと定められていた。

## 海軍機関学校
海軍の機関科に属する士官を養成するために、1881年（明治14年） - 1887年（明治20年）と1893年（明治26年） - 1945年（昭和20年）に海軍機関学校が置かれる。
1874年（明治7年）に横須賀に海軍兵学寮分校が置かれる。1878年（明治11年）海軍兵学校附属機関学校となる。1881年（明治14年）に海軍機関学校となる。1887年（明治20年）に廃止される（機関学校第4期生は海軍兵学校に編入され、兵学校第16期生となる。井出謙治海軍大将がこのケースに該当する）。1893年（明治26年）に再置される。関東大震災によって校舎が罹災したため、1923年（大正12年） - 1925年（大正14年）は江田島の海軍兵学校内に移り同校生徒と共に教育を受ける。1925年（大正14年）に京都府舞鶴に移転する。1942年（昭和17年）11月に、従来、将校を兵科と機関科とに区分していた将校制度が改正されて機関科将校が「将校」へ統合されたことに伴い、1944年（昭和19年）10月に廃止され、新たに海軍兵学校舞鶴分校となる（兵機一系化）。ただし、「機関学校」の名称は横須賀・大楠に既設の海軍工機学校が改正して継承された。舞鶴分校は1945年（昭和20年）11月30日に廃校となる。
機関術・整備技術を中心に機械工学・科学技術(火薬・燃料の調合技術)・設計などメカニズムに関わるあらゆる事象の研究・教育を推進した。また、機関科将校の術科学校であり、投炭技能や造船技術の訓練を下士官に施していた工機学校が閉校していた1914年（大正3年） - 1928年（昭和3年）の間は、工機学校に代わる組織として「練習科」を併設した。なお従来の機関将校育成コースは「生徒科」と称した。しかし、機関学校卒業生徒の昇進の最高位は「中将」までで、それ以上の職位は兵学校出身者が就いた。そのため、志願者の多くは兵学校を志望するので、機関学校の合格者は兵学校の入学試験前に入校手続きを行い、兵学校の受験を禁じる措置が執られていた。
また、将来将校となるべき生徒以外にも、准士官および下士官を選修学生として教育した。

## 海軍経理学校
海軍の主計科に属する士官を養成するために、1882年 - 1883年と1889年 - 1945年に海軍経理学校が置かれる。
1882年（明治15年）に海軍主計学舎が置かれる。1886年（明治19年）に海軍主計学校となる。1883年（明治16年）に廃止される。再開までの期間は、政府主計官から選抜した。1899年（明治32年）に海軍主計官練習所として再置される。1907年（明治40年）より海軍経理学校に改名。1945年（昭和20年）11月30日に廃校となる。
経理学校は、兵学校・機関学校と比べて視力制限が緩かった。
主計官の任務は金銭出納・需品管理のみならず、酒保の運営や調理などの軽作業から、戦闘詳報の記録や「お写真」 の管理など重要な記録・儀式まで幅広い。経理学校では簿記のみならず主計官の職分すべてを教育した。

## その他
陸軍士官学校と違って、外地人、外国人の入校は許可されなかった。
戦後日本の海上自衛隊では名称を海上自衛隊幹部候補生学校としているが、外国海軍の士官養成学校には、戦前と同様に海軍兵学校の訳を当てることが多い。

## 関連人物

### 校長
1. 川村純義：明治3年10月27日 -
2. 中牟田倉之助：明治4年11月3日 -
3. 松村淳蔵：明治9年8月31日 - ※アナポリス式教育の導入
4. 伊藤雋吉：明治10年2月20日 -
5. 松村淳蔵：明治10年8月23日 -
6. 中牟田倉之助：明治10年10月31日 -
7. 伊藤雋吉：明治11年1月18日 -
8. 仁礼景範：明治11年4月5日 -
9. 本山漸：明治13年12月8日 -
10. 伊藤雋吉：明治14年6月17日 -
11. 松村淳蔵：明治15年10月12日 -
12. 伊東祐麿：明治17年1月21日 -
13. 松村淳蔵：明治18年12月28日 -
14. 有地品之允：明治20年9月28日 -
15. 吉島辰寧：明治22年4月17日 - ※校長代理
16. 本山漸 少将：明治23年9月24日 - 明治25年2月19日
17. 山崎景則：明治25年7月12日 -
18. 坪井航三：明治25年12月12日 -
19. 柴山矢八：明治26年12月20日 -
20. 吉島辰寧：明治27年7月21日 -
21. 日高壮之丞：明治28年7月25日 -
22. 河原要一：明治32年1月19日 -
23. 東郷正路：明治35年5月24日 -
24. 富岡定恭 少将：明治36年12月28日 - 明治39年11月19日
25. 島村速雄 少将：明治39年11月19日 - 明治41年8月28日
26. 吉松茂太郎：明治41年8月28日 - 明治43年12月1日
27. 山下源太郎：明治43年12月1日 - 大正3年3月25日
28. 有馬良橘：大正3年3月25日 -
29. 野間口兼雄：大正5年12月1日 -
30. 鈴木貫太郎：大正7年12月1日 -
31. 千坂智次郎：大正9年12月1日 -
32. 谷口尚真：大正12年4月1日 -
33. 白根熊三：大正14年9月8日 -
34. 鳥巣玉樹：昭和2年4月1日 -
35. 永野修身：昭和3年12月10日 - ※ドルトン教育法による「自啓自発」の教育を推進。
36. 大湊直太郎：昭和5年6月10日 -
37. 松下元：昭和6年12月1日 - ※「五省」を発案
38. 及川古志郎：昭和8年10月3日 -
39. 出光万兵衛：昭和10年11月15日 -
40. 住山徳太郎：昭和12年12月1日 -
41. 新見政一：昭和14年11月15日 -
42. 草鹿任一：昭和16年4月4日 -
43. 井上成美：昭和17年10月26日 - ※兵科・機関科の統合を推進
44. 大川内傳七：昭和19年8月5日 -
45. 小松輝久：昭和19年11月4日 - ※講堂失火事故に際し引責辞任
46. 栗田健男：昭和20年1月15日 -